# Блатная песня
Блатна́я пе́сня (блатной фольклор, блатной шансон, блатняк) — песенный жанр, воспевающий тяжёлый быт и нравы уголовной среды; изначально ориентирован на заключённых и лиц, близких к преступному миру.
Зародился в России в XIX веке, а окончательно сформировался в СССР.
Со временем в жанре блатной музыки стали писаться песни, выходящие за рамки криминальной тематики, однако сохраняющие её характерные особенности: мелодию, жаргон, стиль повествования, мировоззрение. В 1990-х годах, для того, чтобы избавиться от негативных ассоциаций, связанных с уголовным миром, блатную песню в российской музыкальной индустрии начали называть «русским шансоном» (ср. одноимённые радиостанцию и премии).

## Характеристика
Основные черты блатной песни — сюжетность, тесная связь с конкретными жизненными ситуациями, позициями и переживаниями уголовников и рецидивистов, предельно упрощённый мелодизм, использование в стихах стилистики разговорной речи и уголовного жаргона. Как правило, блатной фольклор воспевает, романтизирует образ заключённого или рецидивиста и оправдывает преступный образ жизни. В песнях авторы показывают представителей криминального мира с положительной стороны, рассказывая о жизни, быте, переживаниях преступников — как находящихся на воле, так и заключённых, в то же время низводя свободных людей (в терминологии уголовников — «фраеров») до состояния «мусора».

## Происхождение
В середине XIX века существовали так называемые «песни воли и неволи», «острожные», «каторжные». Русский писатель Фёдор Достоевский, заключённый Омской каторжной тюрьмы в 1851—1854 годах, цитировал в «Записках из Мёртвого дома» разные её жанровые образцы, почёрпнутые им в арестантской среде.
Термин «блатная песня» возник в начале XX века с появлением исполнителей подобной музыки на эстраде. В моду вошёл так называемый босяцкий, или рваный, жанр, вызванный повышенным интересом в обществе к миру отверженных людей, которые в те времена в публицистике и художественной литературе изображались либо жертвами социальной несправедливости, либо носителями бунтарского духа. На сцене МХТ тюремная песня «Солнце всходит и заходит» впервые прозвучала в пьесе Максима Горького «На дне» (в 1902 году). Решающее влияние на формирование жанра оказали городской романс и клезмер.

## Советское время
Традиционные мелодии блатной песни в советское время позаимствованы из ресторанных песен и куплетов, сочинявшихся и исполнявшихся еврейскими артистами в Одессе в начале XX века. В музыкальном отношении (мелодика, аранжировка) эти песни испытали сильное влияние клезмера, прослеживаемое в жанре до сих пор.
Одной из первых блатных песен, получивших широкую известность, считается «Мурка» (примерно 1923). Сведения об авторстве «Мурки» крайне противоречивы. В 2000-е годы распространилась версия, не подтверждённая никакими документами, что эту песню на стихи одесского журналиста и кинодраматурга Якова Ядова написал будущий «король европейского танго», рижский композитор и издатель Оскар Строк. В качестве аргументов приводятся три факта: «Мурка» изначально создана в стиле классического танго, песня впервые опубликована была в Риге В.Гадалиным — бывшим коллегой Строка, её пел рижанин К.Сокольский, которому выпала честь быть первым исполнителем многих произведений Строка. Однако причастность Строка к созданию «Мурки» не выдерживает критики: композитор не бывал в Одессе и с Ядовым знаком не был, в начале двадцатых годов он почти не сочинял новых песен, а к жанру танго обратился лишь пять лет спустя — первое танго Строка «Черные глаза» написано в 1928 году. Так или иначе «Мурка» быстро стала народной, её слова изменялись неизвестными авторами, которые добавляли жаргонизмы. Мелодия песни исполняется в воровском притоне главным героем художественного фильма «Место встречи изменить нельзя», действие которого разворачивается осенью 1945 года в Москве.
Впервые блатные песни на грампластинках были изданы в 1930-е годы. Исполнял их известный артист эстрады, уроженец Одессы Леонид Утесов. Одна из таких песен — «Гоп со смыком», написанная в стилизации песен одесситов. В те же годы Утёсов, по просьбе Сталина, исполнил во время приёма в Кремле вместе со своим оркестром песню «С одесского кичмана». Сталин аплодировал после выступления.
В 1930—1940-е годы появились песни о страданиях осуждённых, находящихся в ГУЛАГ. Песня о людях, содержавшихся в тяжёлых условиях в лагерях на Колыме в Магаданской области «Ванинский порт», чьё авторство до сих пор вызывает споры, появившаяся в конце 1940-х годов — стала гимном заключённых и была популярна в 1950-е годы.
Другой трагический гимн осуждённых, написанный неизвестным автором «По тундре» («Воркута-Ленинград») появился во второй половине 1940-х годов. В 1930-х годах и начале 1940-х побеги из мест заключения были редки, поскольку обычно жестоко подавлялись — беглецов попросту расстреливали. С приходом в лагеря ГУЛАГ бывших военнопленных гитлеровских лагерей и бывших повстанцев-националистов побеги стали серьёзной проблемой в пенитенциарных учреждениях СССР. Песня поэтизирует стремление к свободе и ненависть к тем, кто охраняет арестантов и осуждённых.
Во времена правления Никиты Хрущёва и Леонида Брежнева блатные песни, в том числе Леонида Утёсова, уже не тиражировались на грампластинках и по радио не звучали. Один из самых известных исполнителей блатных песен в конце 1960-х — 1970-х годах, выступавший с нелегальными концертами — Аркадий Северный, не имевший опыта пребывания в местах лишения свободы. С ним порой сотрудничала группа «Братья Жемчужные», одна из первых исполнительниц шансона. Исследователи находят отдельные мотивы блатной песни в ранних произведениях Владимира Высоцкого и Александра Розенбаума.

## После 1991 года, коммерциализация и появление термина «шансон»
В 90-е годы в России появились множество музыкантов и коллективов, исполнявших на эстрадной сцене блатную песню. Ставший известным российским поэтом-песенником Михаил Танич, во времена Сталина имевший опыт жизни лагерника в местах лишения свободы, создал одну из таких групп — «Лесоповал», ставшую популярной: её пластинки издавались миллионными тиражами, а выступления демонстрировались ведущими федеральными телеканалами.
В начале 90-х годов, по воспоминаниям режиссёра Москонцерта Сергея Годунова, никто не называл блатную песню «шансоном», этот термин использовался лишь в отношении французской музыки.
В 1990 году впервые был проведён фестиваль блатной музыки в московском театре Эстрады, названный его организаторами «Гоп-стоп шоу». В 1991 году аналогичный фестиваль прошёл в Санкт-Петербурге, который был назван «Русский шансон. Лиговка−91». К этому времени освободился из колонии строгого режима один из самых известных исполнителей в жанре блатной песни и так называемого «городского фольклора» Александр Новиков.
С 1998 года на магнитофонных кассетах начали издаваться быстро ставшие популярными альбомы Шуры Каретного, где исполнялись произведения, стилизованные под блатную песню, звучали диалоги, изобиловавшие ненормативной лексикой и рассказы в иронической форме от имени человека, якобы неоднократно отбывавшего наказания в местах лишения свободы. Позже выяснилось, что псевдоним «Шура Каретный» принадлежит народному артисту России, актёру московского театра «Эрмитаж» Александру Пожарову, не имевшему уголовного прошлого, но использовавшему один из образов, увиденный им в молодости.
В начале XXI века по отношению к блатной песне, которая звучит по радио и на телевидении, обычно употребляется термин «русский шансон». Она стала предметом массовой культуры. В частности, песню «Мурка» — один из символов блатной музыки советских времён — исполняют (как и некоторые другие), в новой аранжировке, даже поп-исполнители и рэперы.
Символ нового русского «шансона» — песня «Владимирский централ» Михаила Круга, автор которой никогда не сидел в тюрьме.

## Влияние на общество
В статье «Криминальный романтизм как явление культуры современной России» культуролог В. И. Катин пишет:
Несмотря на то, что криминальный романтизм стал очевидным феноменом отечественной культуры, культурология, одна из задач которой состоит в разработке научных основ культурной политики государства, в настоящее время практически не занимается изучением этого опасного социокультурного явления, которое фактически угрожает национальной безопасности страны.
…
Из всех субкультур в этой жестокой и никогда не прекращавшейся борьбе с государством и обществом, в силу своих определённых качеств, победителем выходит криминальная субкультура. Анализ репертуара, проведенный автором за 2006 г. только по двум торговым точкам (магазины «Книжный мир» и «Сайгон»), реализующим в городе Балаково Саратовской области музыкальные кассеты и DVD, показал наличие одной трети продукции так называемой «блатной, или тюремной» тематики от общего объёма по каждому магазину.
…

С учётом отмеченного выше, назрела острая необходимость в выработке и принятии государством, научными, общественными, корпоративными организациями, с активным участием института семьи, религиозных конфессий страны, скоординированных практических мер по преодолению на культурном пространстве современной России влияния криминальной субкультуры и развенчания её романтизированного образа.
Российский писатель Михаил Бутов так характеризует эту ситуацию:
Но и это было бы ничего, если бы русский шансон существовал где-то на своем пространстве, имел хоть какие-то рамки — ну, есть желающие это потреблять, так и флаг им в руки. Однако ситуация прямо противоположная. Как-то уже не подразумевается, что есть люди, которые потреблять этого как раз не желают. Для которых про бандитов, путан, стрелки, разборки, бабки, третью ходочку, дочь прокурора, таганскую тюрьму и владимирский централ — не интересно. Ни в каком виде. Ни под каким соусом. Надоело. Обрыдло. Не надо. Которые ещё пытаются внутренне спорить с чаадаевским постулатом, что у России нет и не может быть истории. Нет, нас уже не принимают в расчёт — кто обязан, кому мы нужны?
Таким образом, «русский шансон» является одним из факторов укоренения тюремных и криминальных практик в культуре современного российского общества, которая оказывает существенное влияние на различные социальные уровни общества.

## Наиболее известные песни
Авторы музыки и слов большинства песен этого раздела не установлены.
| Первая строка                                                    | Название                                  | Исполнитель                                                                 | Примечания |
| С Одесского кичмана…                                             | С Одесского кичмана. Песня беспризорника  | Леонид Утёсов                                                               | Самая известная запись (с оркестром) была сделана 8.3.1932 года. Настоящее имя исполнителя — Лейзер Вайсбейн |
| Зачем же я, Вас, родненький, узнала?…                            |                                           |                                                                             | С первой строкой и под названием «Я милого узнаю по походке…» была исполнена Гариком Сукачёвым. Также оную на квартирных концертах исполнял Майк Науменко. Широкую известность песня получила с 1912 года, когда её под названием «Панама» начал исполнять Юрий Морфесси.                                                                                  |
| Тебя я встретил, когда ты была девочкой…                         |                                           |                                                                             | Вариант другого исполнения: «Это было летом, в жаркую погоду…» |
| На Дерибасовской открылася пивная…                               |                                           |                                                                             | Написана на музыку аргентинского танго «Эль Чокло» (композитор А.Вилольдо). Известно исполнение песни Арк. Северным и ансамблем «Встреча». Существует исполнение Виктора Шульмана (с другим вариантом текста). Кроме того, есть версия песни под названием «На Богатяновской открылася пивная», самая известная запись которой сделана Стронгиллой Иртлач. |
| Каким меня ты ядом напоила?…                                     |                                           |                                                                             | Написана и исполнена в стиле «жестокого романса». |
| На дальнем Юге, в городе Стамбуле…                               | Али-Баба (?)                              |                                                                             | Написана примерно в то время, когда Стамбул был столицей Турции. |
| Не губите молодость, ребятушки…                                  |                                           |                                                                             | |
| Попрошу я Вас, синьоры, что-нибудь сплясать…                     | Много у нас диковин (?)                   |                                                                             | |
| А на дворе — чудесная погода…                                    |                                           |                                                                             | |
| А кто говорит, что водка — вред…                                 | Гимн алкоголиков                          | К.Беляев                                                                    | |
| А на последнюю, да на пятёрочку — куплю я тройку лошадей!…       | Ваня                                      | М.Шуфутинский                                                               | Песня была записана на I пластинку певца — «Побег» (1982-83). |
| А поезд тихо ехал на Бердичев…                                   | Чемоданчик                                | «Братья Жемчужные» (соло Вяч. Маслов)                                       | Отрывок песни (начало) был использован в фильме «Мы из джаза», в исполнении А.Панкратова-Чёрного и (…). |
| В далёком Лондоне погасли огоньки…                               | Шекогали до зари (неофициальное название) |                                                                             | Песня прозвучала в одном из выпусков телепередачи «В нашу гавань заходили корабли». Также входила в репертуар группы «ЧайФ» (с вокалом Валерия Северина). |
| В Москве ночные улицы…                                           |                                           |                                                                             | |
| В оркестре играет — гитара со скрипкой…                          |                                           | Арк. Северный и ансамбль «Встреча»                                          | Настоящая фамилия певца — Звездин. Автор песни Н.Ивановский |
| Вернулся-таки я в Одессу…                                        |                                           | А.Северный и ансамбль «Встреча»                                             | Автор песни — Рудольф Фукс |
| В осенний день…                                                  |                                           | А.Северный и ансамбль «Встреча»                                             | |
| Вот с женою как-то раз…                                          |                                           | А.Северный и ансамбль «Встреча»                                             | |
| Всюду деньги, деньги, деньги. Всюду деньги, господа!…            |                                           | А.Северный и ансамбль «4 брата и лопата»                                    | |
| «Гоп-со-смыком» — это буду я…                                    | Гоп-со-смыком                             | А.Северный и ансамбль «4 брата и лопата»                                    | Первая запись этой песни была сделана Леонидом Утесовым в Москве 8 марта 1932 года. |
| Для развлечения современной молодёжи…                            | Песня о Ромео и Джульетте                 | «Братья Жемчужные» (соло Г.Яновский)                                        | Одесская пародия на трагедию Уильяма Шекспира «Ромео и Джульетта» |
| Ехали цыгане — не догонишь!…                                     | Бутылка вина                              | М.Шуфутинский                                                               | Песня была записана на I пластинку певца — «Побег» (1982-83). |
| Жил на свете Хаим…                                               |                                           | «Братья Жемчужные» (соло Е.Драпкин)                                         | |
| Жили-были 2 громила…                                             | Жили-были 2 громила                       | А.Северный и ансамбль «4 брата и лопата», Сергей Наговицын                  | |
| Зачем, скажите, Вам чужая Аргентина?…                            | Песня про историю каховского раввина      | «Братья Жемчужные» (соло Е.Драпкин) Алек Ошмянский (Фарбер)                 | |
| − Здравствуйте, моё почтенье…                                    |                                           | А.Северный и ансамбль «Встреча»                                             | |
| Зимний вечер хорош. Снег пушистый искрится. Мы с тобою вдвоём…   | Зимний вечер                              | М.Шуфутинский                                                               | Песня была записана на I пластинку певца — «Побег» (1982-83). Ранее (в 1979 году) под названием «Голубое такси» и с изменённым текстом была исполнена А.Северным и ансамблем «Встреча». |
| И вот сижу опять в тюрьме…                                       |                                           | Дина Верни                                                                  | Настоящая фамилия — Айбиндер. Песня была записана во Франции, на единственной пластинке исполнительницы — «Chants des prisonniers siberiens d’aujourd’hui. Блатные песни» (1975). |
| К василькам припав губами, рухнул на траву…                      |                                           | А.Северный и ансамбль «Встреча»                                             | |
| Как-то по проспекту…                                             | Манька (неофициальное название)           | Виктор Шульман, Андрей Яхимович и группа «Цемент»                           | |
| Когда с тобой мы встретились — черёмуха цвела…                   | Дело — пятерик                            | Д.Верни                                                                     | По свидетельству Артура Макарова, автором песни является Ан. Тарковский. Была записана во Франции, на единственной пластинке исполнительницы — «Chants des prisonniers siberiens d’aujourd’hui. Блатные песни» (1975). |
| Летит паровоз по долинам и [по] взгорьям…                        |                                           | Д.Верни                                                                     | Автор — Н.Ивановский? Песня (без I строфы) была записана во Франции, на единственной пластинке исполнительницы — «Chants des prisonniers siberiens d’aujourd’hui. Блатные песни» (1975). В изменённом виде была использована в комедии «Операция «Ы» и другие приключения Шурика», в исполнении Ю.Никулина и Г.Вицина.                                     |
| Луной озарились хрустальные воды — где, детка, сидели мы вдвоём… |                                           | А.Северный и ансамбль «4 брата и лопата»                                    | |
| Мы анархисты — народ весёлый…                                    |                                           | А.Северный и ансамбль «4 брата и лопата»                                    | Песня была использована в фильме «Оптимистическая трагедия». |
| Меня простите, Бога ради!…                                       | Куплеты со «скользкими» рифмами           | Ансамбль «Камертон» (?)                                                     | |
| Мой приятель-студент…                                            |                                           | А.Северный и ансамбль «Встреча»                                             | |
| На базаре шум и гам…                                             | Лимончики                                 | Группа «Архив ресторанной музыки»                                           | |
| На Колыме, где Север и тайга кругом…                             | Поседевшая любовь моя                     | М.Шуфутинский                                                               | Песня была записана на I пластинку певца — «Побег» (1982-83). |
| На Молдаванке — музыка играет!…                                  |                                           | Д.Верни                                                                     | Песня была записана во Франции, на единственной пластинке исполнительницы — «Chants des prisonniers siberiens d’aujourd’hui. Блатные песни» (1975). |
| Не надо грустить, господа офицеры…                               | Господа офицеры                           | А.Северный и «Братья Жемчужные»                                             | Песня вошла в состав I (посмертной) пластинки певца — «Памяти Аркадия Северного» (1990). |
| Ну я откинулся — какой базар-вокзал!…                            | Показания невиновного                     | А.Северный и ансамбль «Встреча»                                             | Автор песни В.Шандриков |
| Одену я чёрную шляпу…                                            |                                           | А.Северный и ансамбль «Встреча» Группа «Ботва»                              | |
| Она была первой, первой…                                         | Она была первой                           | М.Светлов                                                                   | |
| Поспели вишни в саду у дяди Вани…                                | Поспели вишни                             | Ансамбль «Встреча»                                                          | |
| Прибыла в Одессу банда из Амура…                                 | Мурка                                     |                                                                             | Музыка песни была использована в знаменитом культовом телесериале «Место встречи изменить нельзя». |
| Раз трамвай на рельсы встал…                                     | Куплеты про евреев, (Кругом одни евреи)   |                                                                             | Часть куплетов носит антисемитский характер. Исполнялись в том числе К.Беляевым, А.Северным. Другое их исполнение пытались приписать В.Высоцкому. |
| — Рахеля, чтоб Вы сдохли,- Вы мне нравитесь!…                    |                                           | Алек Ошмянский (Фарбер)                                                     | |
| Сделана отметка на стакане…                                      | Где третий друг?                          | И.Старосельцев и (…)                                                        | Текст песни был включён в 1 из самодельных («самиздатовских») сборников песен В.Высоцкого. Другое название: «Плавленый сырок» |
| Сиротливо и туманно…                                             |                                           | «Братья Жемчужные» (соло Г.Яновский)                                        | |
| Собака лаяла…                                                    |                                           |                                                                             | 2 строки песни (в исполнении И.Бортника) были использованы в знаменитом культовом телесериале «Место встречи изменить нельзя». |
| Снова годовщина…                                                 |                                           | Ансамбль «Встреча»                                                          | |
| Течёт. Течёт речка…                                              | Речечка                                   |                                                                             | Песню исполняли в том числе В.Высоцкий, А.Галич. В 1975 г. песня также была записана во Франции, на единственной пластинке Д.Верни — «Chants des prisonniers siberiens d’aujourd’hui. Блатные песни». |
| У павильона «Пиво-воды»…                                         | Пиво-воды                                 | М.Шуфутинский                                                               | Песня была записана на I пластинку певца — «Побег» (1982-83). Исполняется на мотив песни «Вот кто-то с горочки спустился…». |
| Цыгане любят песни — да песни не простые…                        |                                           | «Братья Жемчужные» (соло Н.Резанов)                                         | |
| Цыганка с картами, дорога дальняя…                               | Таганка                                   |                                                                             | Песню исполняли в том числе В.Высоцкий, М.Шуфутинский — в исполнении последнего песня была записана на его I пластинке «Побег» (1982-83). |
| Цыплёнок жареный…                                                |                                           | А.Северный и ансамбль «4 брата и лопата»                                    | |
| Что случилось — я не знаю…                                       | Денежки (?)                               |                                                                             | |
| Это было летом, в парке над рекой…                               |                                           | А.Северный                                                                  | |
| Это школа Соломона Пьера…                                        | Школа Соломона Пьера                      | А.Северный и ансамбль «4 брата и лопата»                                    | Др. вариант исполнения: «Это школа Соломона Кляра…» |
| Эх, натискал так натискал! Пахнет сеном от вранья…               |                                           | А.Северный                                                                  | |
| Эх собирайтеся, брюнеты и блондины…                              |                                           | «Воркутинцы», Виктор Королёв                                                | |
| Я вам, ребята, расскажу…                                         | Мадам Бонжа                               | Д.Верни                                                                     | Песня была записана во Франции, на единственной пластинке исполнительницы — «Chants des prisonniers siberiens d’aujourd’hui. Блатные песни» (1975). |
| Я помню тот Ванинский порт…                                      | Ванинский порт                            | Д.Верни                                                                     | Песня была записана во Франции, на единственной пластинке исполнительницы — «Chants des prisonniers siberiens d’aujourd’hui. Блатные песни» (1975). |
| Я с детства был испорченный ребёнок…                             | Жора, подержи мой макинтош                | А.Северный и ансамбль «4 брата и лопата», Андрей Яхимович и группа «Цемент» | |
| Я сижу в одиночке; слёзы взор мой туманят…                       | По тундре                                 |                                                                             | Стихи Г.Шурмака. Песня (без I строфы, в исполнении дуэта Вал. Гафта и О.Басилашвили) была использована в фильме «Небеса обетованные». |
| Перебиты, поломаны крылья…                                       | Перебиты, поломаны крылья.                |                                                                             | Композитор — Юрий Шапорин, автор текста песен — Сергей Алымов. Песня исполняется в фильме Евгения Червякова «Заключенные» (1936). |
| —Алло, алло, давай в налёт…                                      | Маруся завязала                           |                                                                             | Автор слов и музыки — Александр Розенбаум. Часто Розенбаум исполняет песню в дуэте с Любовью Успенской или с Татьяной Кабановой. |
| Мамаши спят, им жабы снятся…                                     | Мамаши спят                               | Братья Жемчужные                                                            | |
| Постой, паровоз, не стучите, колеса                              | Постой, паровоз                           | Юрий Никулин                                                                | Звучит в фильме «Операция «Ы» и другие приключения Шурика». |

## Известные исполнители
- В. Высоцкий
- Аркадий Северный
- Конст. Беляев
- А. Розенбаум
- Вилли Токарев
- Слесарев Виктор (Чинов)
- Шепиевкер Александр (Сашка Шуберт)
- А. Новиков
- М. Шуфутинский
- Дина Верни
- Братья Жемчужные
- Беломорканал (группа)
- Круг, Михаил
- Асмолов, Владимир
- Шелег, Михаил
- Одесситы (группа)
- Дюмин, Александр
- Эйюб Ягубов
- Пермяки
- Пермские Качки
- Вячеслав Оруджев
- Лесоповал
- Наговицын, Сергей Борисович
- Воровайки
- Огонёк, Катя
- Крестовый туз
- Вика Цыганова
- Dan Gilla
- Шунт, Валерий
- Лоц-мэн (группа)
- Бутырка (группа)
- Кучин, Иван
- Пятилетка (группа)
- Королёв, Виктор Иванович
- Бобков, Слава
- Геннадий Жаров
- Валерий Коротин
- Евгений Шапорев
- Погорелов (Расписной) Игорь
- Петлюра
- Виктор Дорин
- Любовь Успенская
- Сергей Азаров
- Ворон, Вячеслав
- Мафик
- Жека
- Truep (группа)
- Жиляков, Константин
- Давидян, Борис Аркадьевич
- Страхов Борис Эвирович
- Владимир Шеваловский
- Михаил Гулько